# Echthrogaleus denticulatus
Echthrogaleus denticulatus is een eenoogkreeftjessoort uit de familie van de Pandaridae. De wetenschappelijke naam van de soort is voor het eerst geldig gepubliceerd in 1873 door Smith S.I..